# Entuzjastki
Entuzjastki – pierwsza polska grupa feministyczna, działająca w Warszawie od końca lat 30. do końca lat 40. XIX w.

## Program i działalność
Termin entuzjastki użyła po raz pierwszy Narcyza Żmichowska – określając w ten sposób w 1875 roku grupę kobiet skupionych wokół niej. Podkreśliła zarazem że ogniwem wiążącym to grono były poglądy i dążenia emancypacyjne, które wyrażały się w walce z kołtunerią mieszczańskiej obyczajowości. Podobnie uczynił w 1880 Hipolit Skimborowicz na łamach „Bluszczu”. Czas, na który przypada działalność grupy, to epoka paskiewiczowska. Był to okres represji i zaostrzającej się antypolskiej polityki Rosji. Członkinie grupy dążyły z jednej strony do zwiększenia aktywności kobiet w życiu publicznym, z drugiej zaś do samorealizacji. Kluczowe dla osiągnięcia obu tych celów były zdaniem entuzjastek edukacja i niezależność ekonomiczna – w owych czasach rzadko dostępne kobietom. Entuzjastki prowadziły działalność publicystyczną, edukacyjną i polityczną, wychodząc z założenia, że emancypacja kobiet jest nierozdzielna z emancypacją narodu, prowadziły także działalność konspiracyjną. Entuzjastki stanowiły również grupę towarzyską, powiązaną stosunkami przyjaźni i miłości, opierającą swoje wspólne działania na tak zwanym „posiestrzeniu”, czyli siostrzeństwie. Entuzjastki szokowały społeczeństwo sposobem bycia – paliły cygara i ubierały się niekonwencjonalnie. Entuzjastki nie uznawały małżeństwa z rozsądku, wierzyły, że samodzielne życie jest bardziej wartościowe od bycia tylko żoną u boku mężczyzny. Wiele z tych kobiet nigdy nie wyszło za mąż. Swoje poglądy entuzjastki wyrażały w debatach publicznych i na łamach pism opiniotwórczych: „Pierwiosnka” (1838–1843), „Pielgrzyma” (1842–1846) i „Przeglądu Naukowego” (1842–1848). Szczególnie bliskie związki ideowe i przyjacielskie łączyły entuzjastki ze środowiskiem redakcyjnym „Przeglądu Naukowego”, m.in. z: Karolem Balińskim, Edwardem Dembowskim, Hipolitem Skimborowiczem. Część grupy związana była z tzw. spiskiem rzemieślników" – konspiracyjnej Organizacji kierowanej przez Edwarda Domaszewskiego a następnie Henryka Krajewskiego. Największą aktywność grupa Entuzjastek wykazała w latach 1842–1848. Okres tę zamyka fala aresztowań po okresie Wiosny Ludów 1848–1849. Zostały wówczas aresztowane i stanęły przed Komisją Śledczą: Narcyza Żmichowska, Anna Skimborowiczowa, Kazimiera Ziemięcka, Wincenta Zabłocka, Kryspina Siewielińska-Stelmowska, Faustyna Morzycka, Emilia Gosselin. Mimo tego grupa ta przetrwała do wybuchu powstania styczniowego, kiedy to na tle różnic w poglądzie na temat walki zbrojnej, jakie zarysowują się między Narcyzą Żmichowską (będącą przeciwną nowemu zrywowi) a Bibianną Moraczewską i Teklą Dębską, nastąpił kres jej działalności. W latach 50. z grupą związały się młodsze wiekowo uczennice  i  przyjaciółki  Narcyzy  Żmichowskiej, m.in. Wanda  Grabowska-Żeleńska, Julia Baranowska, Maria Ilnicka czy Wanda Umińska.

## Członkinie
Grupa skupiała się wokół osób Narcyzy Żmichowskiej. Do entuzjastek należały: Maria Ksawera Bolewska, Małgorzata Ciemniewska, Tekla Dobrzyńska ("Sewreryna"), Anna Domaszewska-Krajewska, Anna Dzwonkowska, Stefania Dzwonkowska, Emilia Gosselin, Grabowska, Augusta Grotthusowa, Teresa Kossowska-Zglinicka, Waleria Lewicka, Bibianna Moraczewska („Felicja”), Faustyna Morzycka starsza („Anna”), Leonida Popiel, Wiktoria Rembiewska, Sybilla Rzewuska, Kryspina Stelmowska, Urszula Holz, Anna Skimborowiczowa („Emilia”), Ludwika z Lindów Górecka, Wincenta Zabłocka ("Tekla"), Paulina Zbyszewska, Kazimiera Ziemięcka („Jadwiga”). Z grupą związane były luźniej: Julia Baranowska, Julia Janiszewska, Anna Kisielnicka, Józefa Kucharska, Zofia Mielęcka-Węgierska („Augusta”)  Scholastyka Ostaszewska, Ewelina Porczyńska, Wanda Umińska, Wanda Żeleńska.

## Znaczenie
Swoim nowatorskim programem entuzjastki wyprzedziły nowoczesny ruch kobiecy. Żądały dla kobiet pełni ludzkich praw – społecznych, politycznych, obyczajowych – i nie bały się z tych praw korzystać. Wypracowały standardy kobiecej edukacji, obejmujące nauczanie geografii, nauk przyrodniczych, arytmetyki, historii i języków obcych, służące samodzielności myślenia i życia. Było to radykalne zerwanie z ideą kształcenia panien – przyszłych żon i pań domu, których wiedza ograniczała się do prowadzenia gospodarstwa i służenia mężowi.